# Rồng rộc mặt nạ phương Nam
Rồng rộc mặt nạ phương Nam (Ploceus velatus, tiếng Anh: southern masked weaver) là một loài chim trong họ Ploceidae. Còn có tên gọi khác là Rồng rộc mặt nạ châu Phi (African masked weaver) đây là một loài chim phổ biến khắp miền nam châu Phi. Môi trường sống của chúng bao gồm cây bụi, cỏ nhiệt đới, đồng cỏ, rừng mở, sâu bên trong các vùng đất ngập nước và các khu vực bán sa mạc. Chúng cũng sống trong các khu vườn ngoại ô và công viên.

## Mô tả
Rồng rộc mặt nạ phương Nam có chiều dài 11–14,5 cm (4,3–5,7 in) với mỏ ngắn, khỏe, hình nón và chân màu nâu hồng. Con đực trưởng thành có khuôn mặt với màu lông đen, cổ họng và mỏ, mắt đỏ, đầu và phần dưới màu vàng sáng, lưng màu xanh lá cây pha màu vàng nhạt,
Con cái có mỏ màu nâu hồng, mắt nâu hoặc nâu đỏ và có màu vàng xanh xỉn cùng vệt tối hơn ở trên lưng. Cổ họng có màu vàng, nhạt dần đến trắng trên bụng. Con đực không giống con cái nhưng vẫn có màu mắt đỏ. Con non của loài này vẻ ngoài đều giống con cái.
Tiếng kêu của chúng là một sự thay đổi dữ dội, tương tự như các loài rồng rộc khác. Chúng cũng thốt ra tiếng kêu lưu ý báo động chuk rõ nét.

## Hành vi và sinh thái

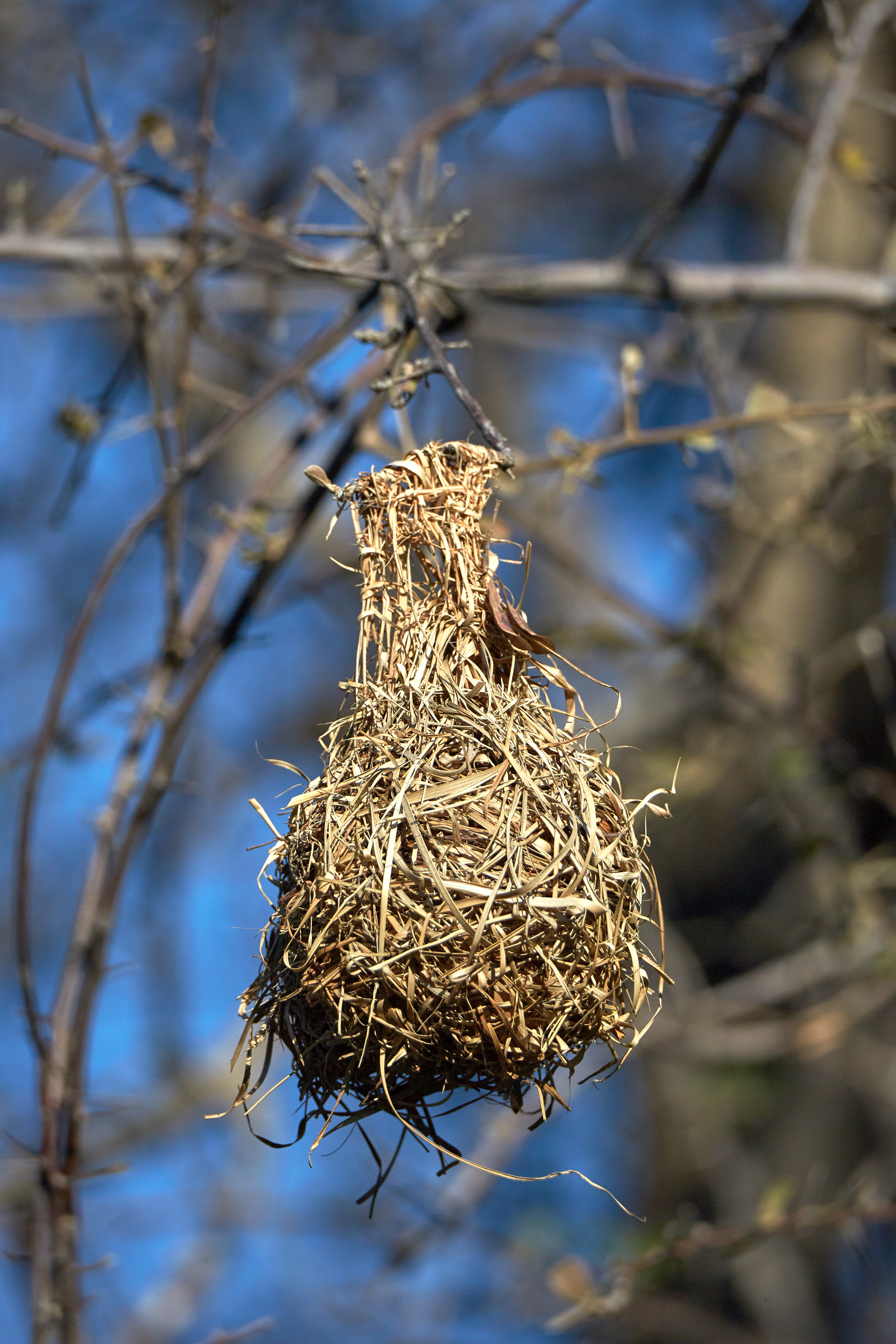
Tổ hoàn thành với các chi tiết phức tạp (Etosha, Namibia)

### Xây tổ và nuôi con
Rồng rộc mặt nạ phương Nam làm tổ ở các thuộc địa của chúng chủ yếu từ tháng 9 đến tháng 1. Con đực có một số bạn tình nữ và xây dựng nhiều tổ, thường là 25 con mỗi mùa. Các tổ, giống như những loài rồng rộc khác, được dệt từ cây bụi, lá hoặc cỏ. Một con cái sẽ xếp một tổ được chọn với cỏ và lông mềm. Tổ được xây dựng trong một cái cây, thường ở trên mặt nước, đôi khi ở vùng ngoại ô. Rồng rộc mặt nạ phương Nam cũng làm tổ trong bụi cây.
Rồng rộc mặt nạ phương Nam đẻ trứng với nhiều màu sắc khác nhau và điều này giúp nó tránh được tình trạng gửi ký sinh bởi chim cu vì chim cu không có cách nào biết được loại trứng nào trong tổ của rồng rộc là màu trứng chính xác. Khi nó xâm nhập vào tổ để đẻ trứng, trứng với màu sắc sai sẽ bị phát hiện và sẽ được đẩy ra ngoài bởi rồng rộc.

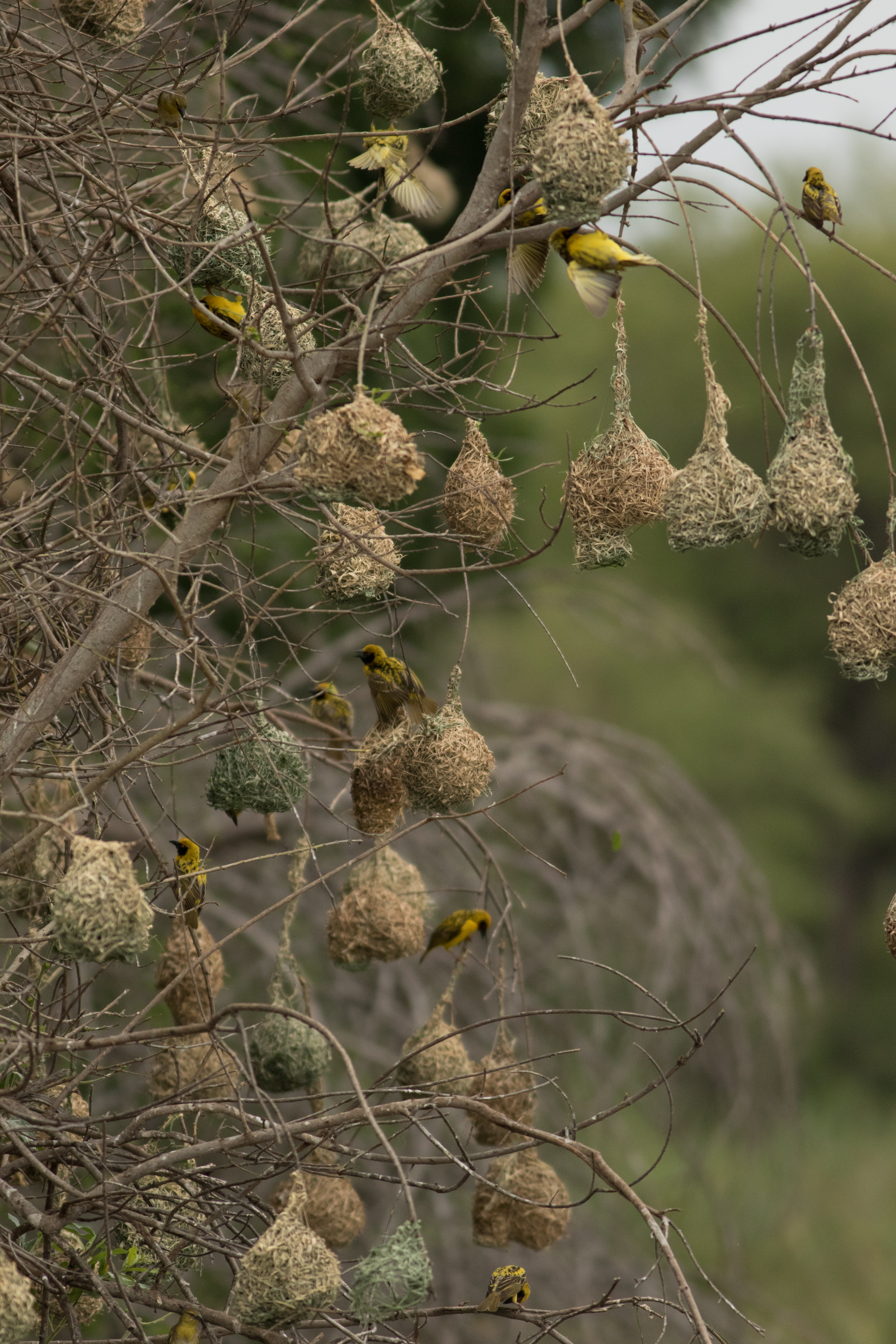
Tổ, Vườn quốc gia Kruger
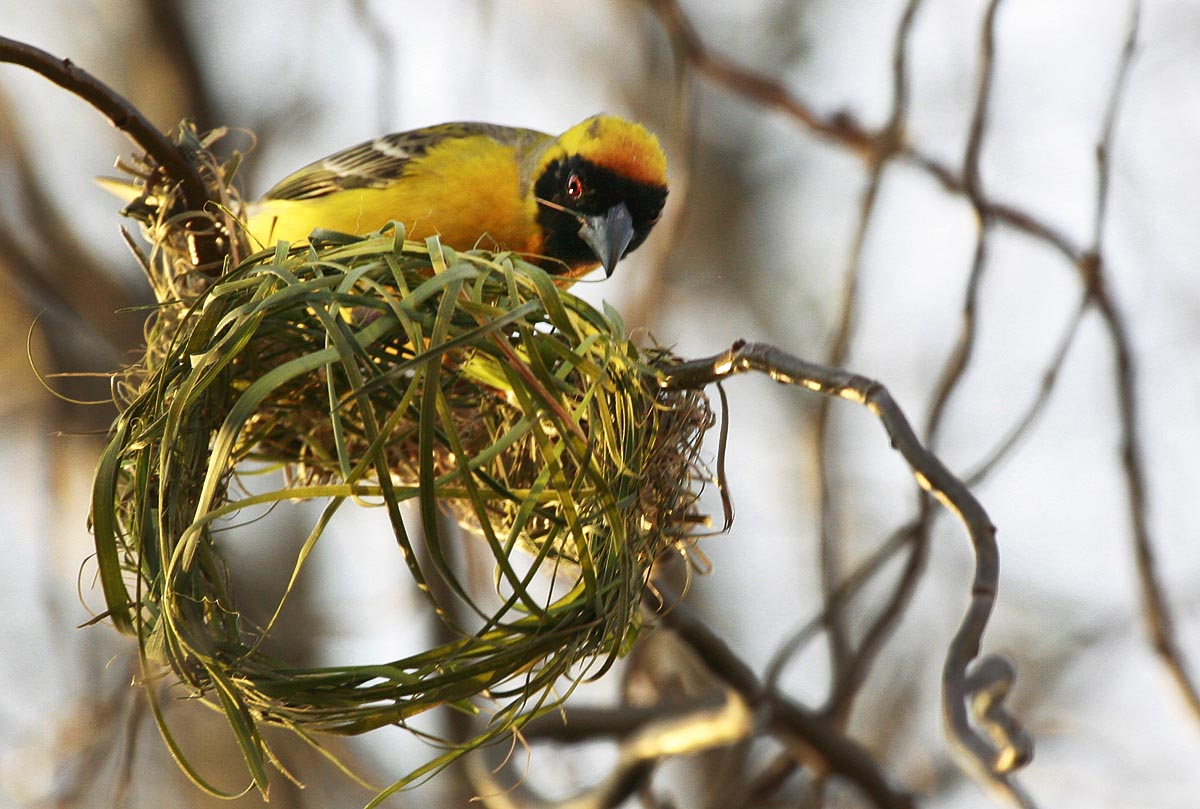
Con đực bắt đầu xây tổ, Johannesburg
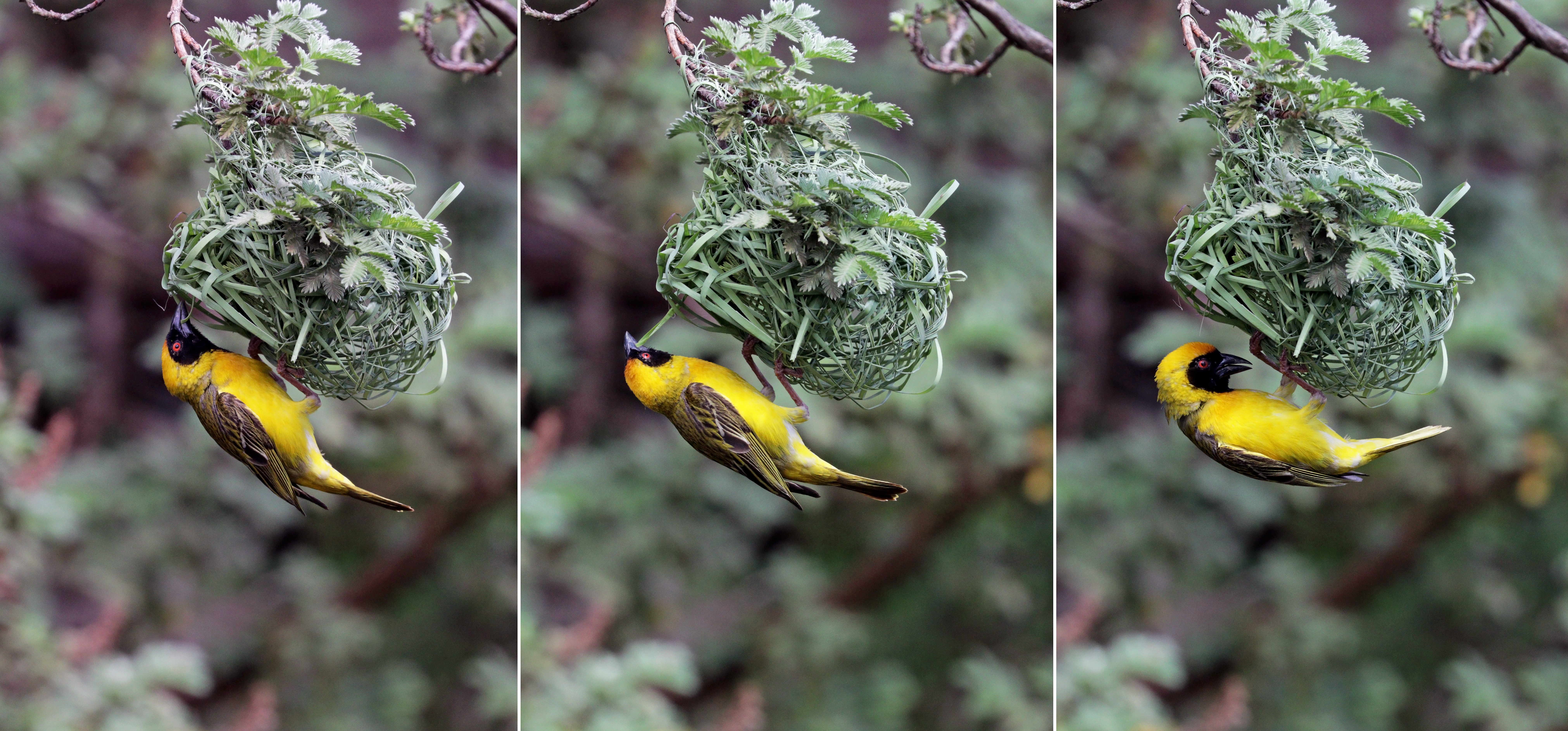
Con đực đang xây tổ, Johannesburg
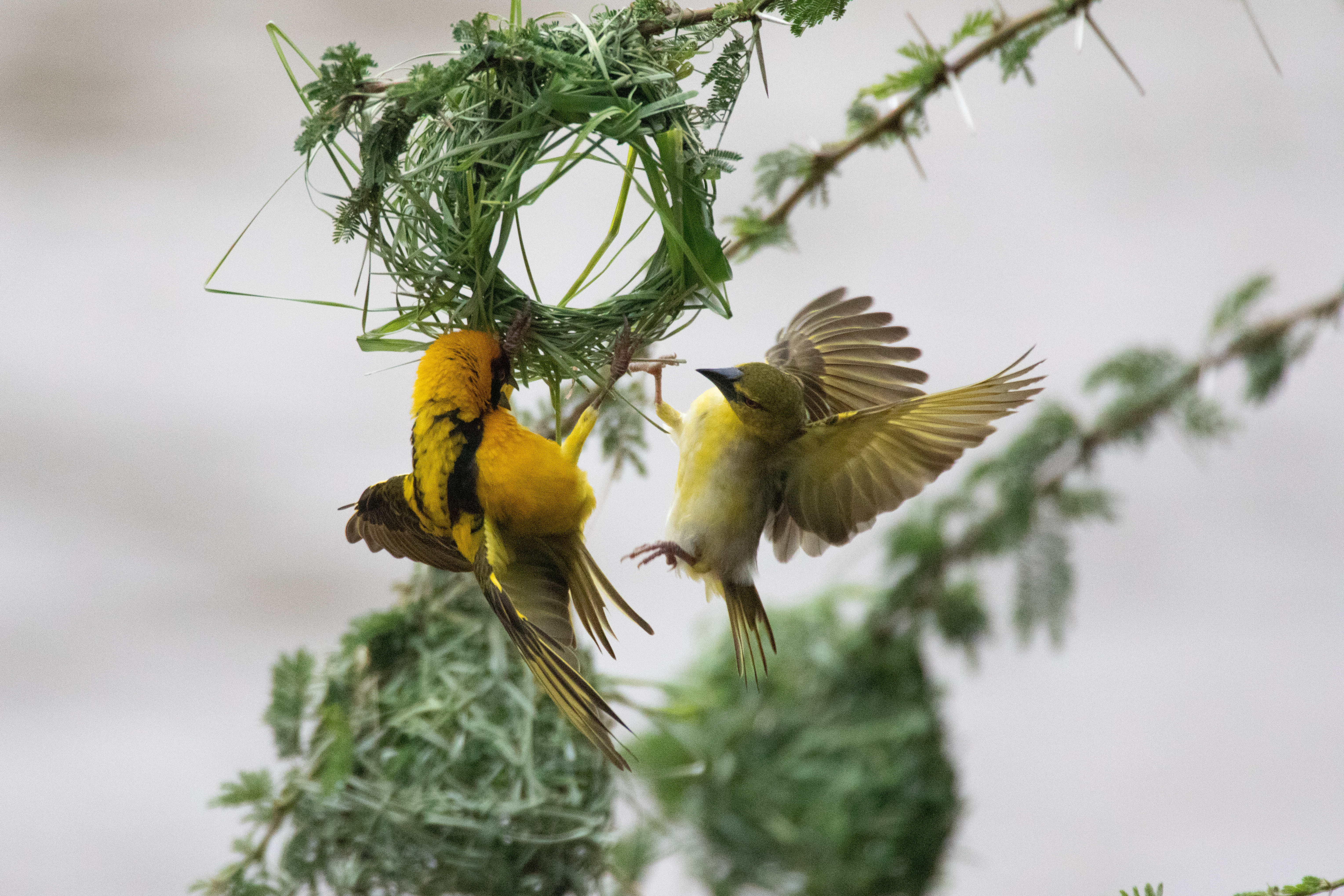
Con cái kiểm tra một cái tổ được xây dựng, Maasai Mara

### Cho ăn
Rồng rộc mặt nạ phương Nam thường được nhìn thấy đơn lẻ hoặc trong các nhóm nhỏ. Nó cũng có thể hình thành đàn lớn hơn, một nhóm của chúng hoặc với các loài ăn hạt giống khác. Chúng ăn côn trùng, hạt và mật hoa, và đến bàn ăn.

## Liên kết
- Dữ liệu liên quan tới Rồng rộc mặt nạ phương Nam tại Wikispecies